# Leleith Hodges
Leleith Hodges (Jamaica, 22 de junio de 1953) es una atleta jamaicana, especializada en la prueba de 4 x 100 m, en la que llegó a ser medallista de bronce mundial en 1983.

## Carrera deportiva
En el Mundial de Helsinki 1983 ganó la medalla de bronce en los relevos 4 x 100 metros, con un tiempo de 42.73 segundos, tras Alemania del Este y Reino Unido, siendo sus compañeras de equipo: Jacqueline Pusey, Juliet Cuthbert y Merlene Ottey.